# Новинский, Борис Серафимович
Борис Серафимович Новинский (24 июня 1937, село Платоновка, Ханкайский район, Приморский край) — российский учёный, специалист в области разработки систем подрыва и нейтронного инициирования ядерных зарядов.
Выпускник МВТУ (1960).
С 1960 г. работал во ВНИИА в должностях от инженера до начальника конструкторского отдела, в последнее время перед уходом на пенсию в нач. 2000-х гг — главный специалист.
Доктор технических наук.
Государственная премия СССР 1984 г. — за разработку блоков автоматики для ядерных артиллерийских снарядов.
Заслуженный конструктор Российской Федерации (2002).
Награды: орден «Знак Почета» (1976), медали «За доблестный труд. В ознаменование 100-летия со дня рождения В. И. Ленина», «Ветеран труда», «В память 850-летия Москвы».